# Posta Fibreno
Posta Fibreno (La Posta in dialetto locale) è un comune italiano di 1 028 abitanti della provincia di Frosinone nel Lazio situato nella valle di Comino, versante laziale del parco nazionale d'Abruzzo, Lazio e Molise.

## Geografia fisica

### Territorio
Nel suo territorio è stata istituita la riserva naturale lago di Posta Fibreno.
Nel territorio comunale si trova anche il lago di Posta Fibreno.

### Clima
- Classificazione climatica: zona D, 1859 GR/G

## Storia
Il comune è stato istituito il 7 aprile 1957 con Legge 5 marzo 1957, n. 91 mediante lo scorporo dell'omonima frazione dal comune di Vicalvi.

### Simboli
Lo stemma e il gonfalone sono stati concessi con decreto del presidente della Repubblica del 3 giugno 1982.
Stemma
(Art. 3 c. 2 dello Statuto comunale)
Gonfalone
argento: comune di posta fibreno. Le parti di metallo ed i cordoni saranno argentati. L'asta verticale sarà ricoperta di
velluto azzurro con bullette argentate poste a spirale. Nella freccia sarà rappresentato lo stemma del Comune e sul gambo inciso
il nome. Cravatta e nastri dai colori nazionali frangiati d'argento.»
(Art. 3 c. 2 dello Statuto comunale)

## Monumenti e luoghi d'interesse

### Aree naturali
Lago di Posta Fibreno

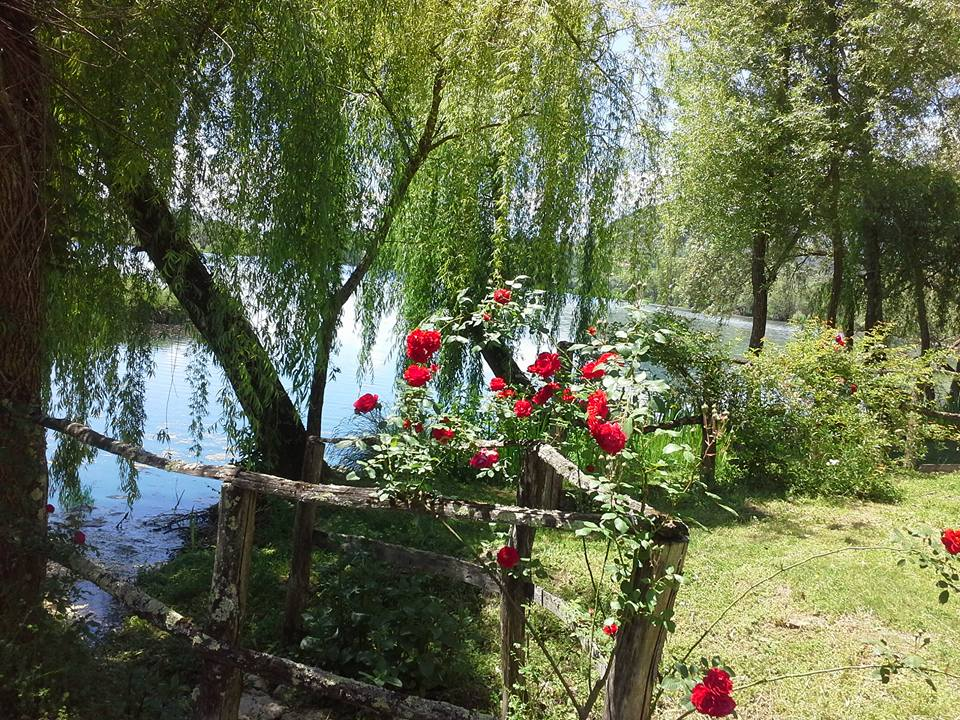
Lago di Posta Fibreno - Scorcio dalla riva

Il lago di Posta Fibreno, detto anche della Posta o Fibreno, è ubicato a un'altitudine di 289 m s.l.m.. La sua superficie è di circa 0,287 km² e il suo perimetro è di 5163 m. Ha una lunghezza pari a circa 1096 m, la sua larghezza è di 570 m e la sua larghezza media di 261 m, mentre la profondità massima è di 15 m e si riscontra all'interno di una fossa in località Carpello, localmente conosciuta come "Codigliane" e quella media di 2,5 m. Il lago Fibreno non ha immissari e il suo unico emissario è l'omonimo fiume. Situato nel versante sud-occidentale dei Monti della Marsica, si origina da un sistema di sorgenti pedemontane che derivano dal bacino imbrifero carsico dell'alta valle del Sangro in Abruzzo. Il bacino del lago presenta una forma stretta e allungata addossata alle colline che delimitano la sponda nord-est, ed è proprio dalle montagne del parco d'Abruzzo che il lago di Posta Fibreno o della Posta trova le proprie origini. Infatti parte delle acque che precipitano sotto forma di neve o di pioggia su quelle montagne sono le stesse che dopo un lungo percorso, in massima parte in falde sotterranee, rivedono la luce nelle numerose sorgenti che pullulano lungo le rive del lago alimentando lo stesso con circa 6 m3 di acqua al secondo. Un'origine, quella carsica, che permette di mantenere all'acqua una temperatura pressoché costante, all'incirca sui 10-11 °C, nel corso dell'intero anno.

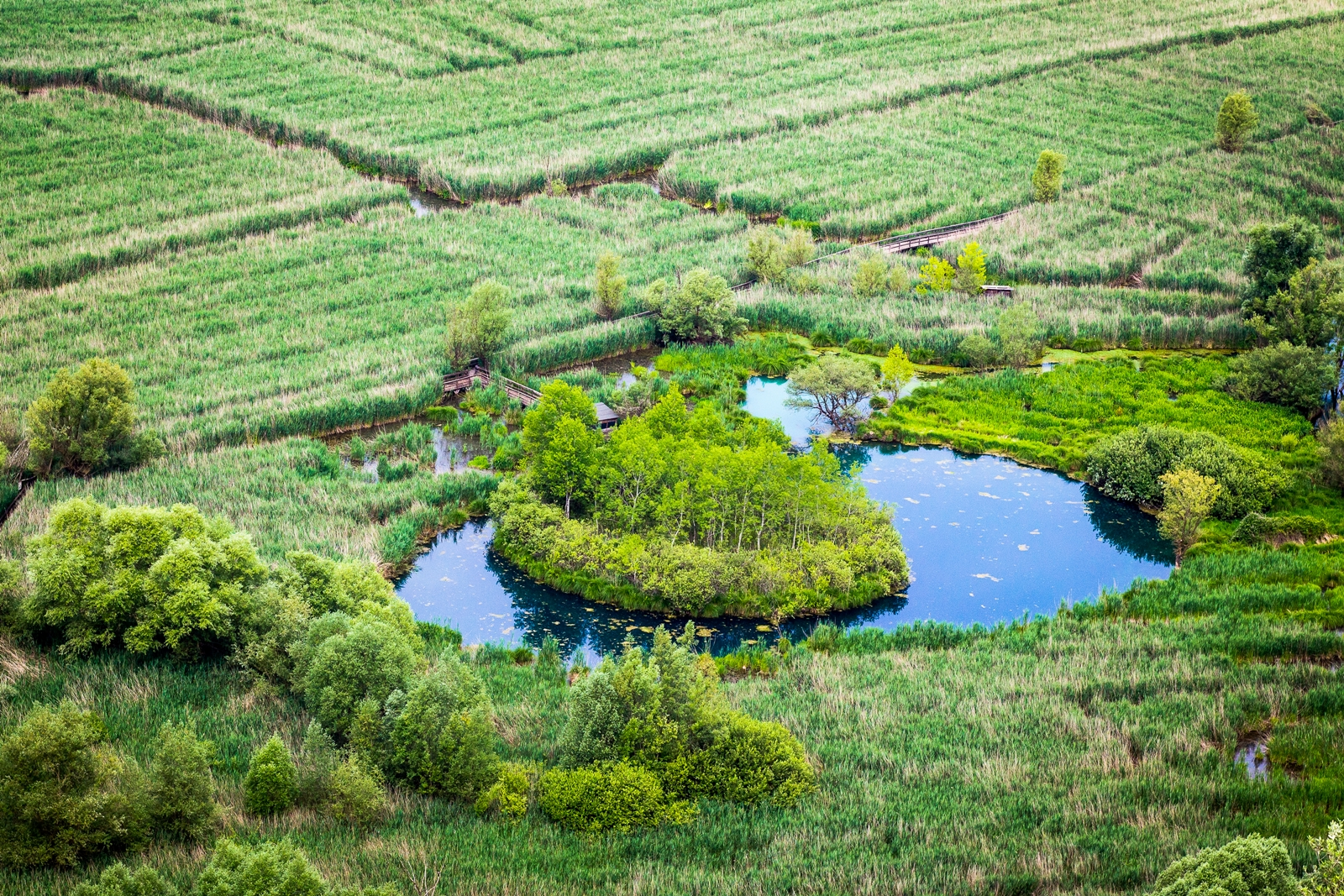
Isola galleggiante nel lago di Posta Fibreno

Una caratteristica del lago è rappresentata dalla presenza di un'isola galleggiante formata da rizomi, torba e radici, in grado di spostarsi all'interno del suo allagato con un leggero alito di vento o con l'aumento della portata delle sorgenti che sfociano nei pressi dell'area di pertinenza. La "rota", così viene localmente chiamata l'isola galleggiante, che ha una larghezza di circa trenta metri di diametro e una forma conica, con la punta rivolta verso il basso, potrebbe essere stata originata da un'anomala corrente sotterranea che fece sollevare il fondo di torba da quasi nove metri sotto il livello dell'acqua.
La caratteristica forma allungata, unita all'elevata velocità di ricambio teorico totale, la temperatura pressoché costante nell'arco dell'anno anche a varie profondità, fanno sì che esso possa essere paragonato a un ambiente lotico piuttosto che a un ambiente lentico, e proprio queste caratteristiche rappresentano l'habitat ideale per alcune importanti specie ittiche quali i Salmonidi, che vivono in acque ricche di ossigeno.
Il fiume Fibreno
Il fiume Fibreno, che rappresenta l'asta principale del bacino, prende origine dalla confluenza delle acque del lago omonimo con le acque del torrente Carpello. Le sponde qui si distendono fino a raggiungere una larghezza massima di 20 m. Il fiume, che inizialmente segue un tragitto piuttosto regolare, si snoda, in seguito, con un andamento tortuoso fino alla confluenza con il fiume Liri dopo un percorso di circa 11 km. Nel punto di confluenza tra il torrente Carpello, il lago Fibreno e il fiume Fibreno, sulla sponda sinistra insistono due antiche costruzioni che venivano utilizzate, in passato, come "peschiere", dove i pescatori erano soliti lasciare le trote che ancora non avevano deposto completamente le uova, per permettere così la regolare riproduzione. Il bacino del fiume Fibreno appartiene al Bacino Nazionale Liri-Garigliano e ha una superficie di 96,4 km². La portata idrologica del fiume Fibreno è di circa 6 m3. La qualità biologica del fiume risulta essere, nel complesso, buona, non vengono infatti evidenziate particolari forme di alterazioni dell'ambiente acquatico.

### Altro
Il crocifisso sommerso
Dal 1977 in località Codigliane, nel punto dove si registra la maggiore profondità del lago, è stata posta, a protezione del bacino lacustre e di coloro che lo frequentano, una croce. L'opera, realizzata dallo scomparso scultore Pino Bonavenia in acciaio e platino, viene riportata in superficie il primo fine settimana di agosto di ogni anno. Il sabato sera la Croce è portata in processione sulle acque del lago, lungo un percorso segnato da fiaccole, accompagnata da un corteo di barche e canoe. La mattina seguente, al termine della messa officiata sulle sponde del lago, il simbolo cristiano viene riposto dai subacquei nella sua collocazione originaria.

## Società

### Evoluzione demografica
Abitanti censiti

### Religione
La popolazione professa per la maggior parte la religione cattolica nell'ambito della diocesi di Sora-Cassino-Aquino-Pontecorvo

## Economia
Di seguito la tabella storica elaborata dall'Istat a tema Unità locali, intesa come numero di imprese attive ed addetti intesi come numero di addetti delle imprese locali attive (valori medi annui).
|               | 2015                  |                              |                            |                |                       |                     | 2014                  |                | 2013                  |                |
| ------------- | --------------------- | ---------------------------- | -------------------------- | -------------- | --------------------- | ------------------- | --------------------- | -------------- | --------------------- | -------------- |
|               | Numero imprese attive | % Provinciale Imprese attive | % Regionale Imprese attive | Numero addetti | % Provinciale Addetti | % Regionale Addetti | Numero imprese attive | Numero addetti | Numero imprese attive | Numero addetti |
| Posta Fibreno | 74                    | 0,22%                        | 0,02%                      | 120            | 0,11%                 | 0,01%               | 69                    | 114            | 69                    | 123            |
| Frosinone     | 33.605                |                              | 7,38%                      | 106.578        |                       | 6,92%               | 34.015                | 107.546        | 35.081                | 111.529        |
| Lazio         | 455.591               |                              |                            | 1.539.359      |                       |                     | 457.686               | 1.510.459      | 464.094               | 1.525.471      |

Nel 2015 le 74 imprese operanti nel territorio comunale, che rappresentavano lo 0,22% del totale provinciale (33.605 imprese attive), hanno occupato 120 addetti, lo 0,11% del dato provinciale; in media, ogni impresa nel 2015 ha occupato un addetto (1,62).

## Infrastrutture e trasporti

### Strade
Tramite la strada regionale 627 della Vandra è collegata a Sora e Alvito.

## Amministrazione
Nel 1927, a seguito del riordino delle circoscrizioni provinciali stabilito dal regio decreto n. 1 del 2 gennaio 1927, per volontà del governo fascista, quando venne istituita la provincia di Frosinone, Posta Fibreno, come località di Vicalvi, passò dalla provincia di Caserta a quella di Frosinone. Nel 1957, con legge del 5 marzo 1957 n. 91, si staccò da Vicalvi diventando comune autonomo.

### Altre informazioni amministrative
- Fa parte della Comunità montana Valle di Comino, Valle di Comino.
- Fa parte dell'Unione dei comuni del Lacerno e del Fibreno.

## Sport
La squadra di calcio del paese è l'A.S.D. S.S. Posta Fibreno che milita nel campionato regionale di prima categoria. I colori sociali sono il bianco ed il rosso. Il 9 giugno 2019 ha conquistato la coppa provincia di Frosinone.